# Haus Polierstraße 19 (Dresden)

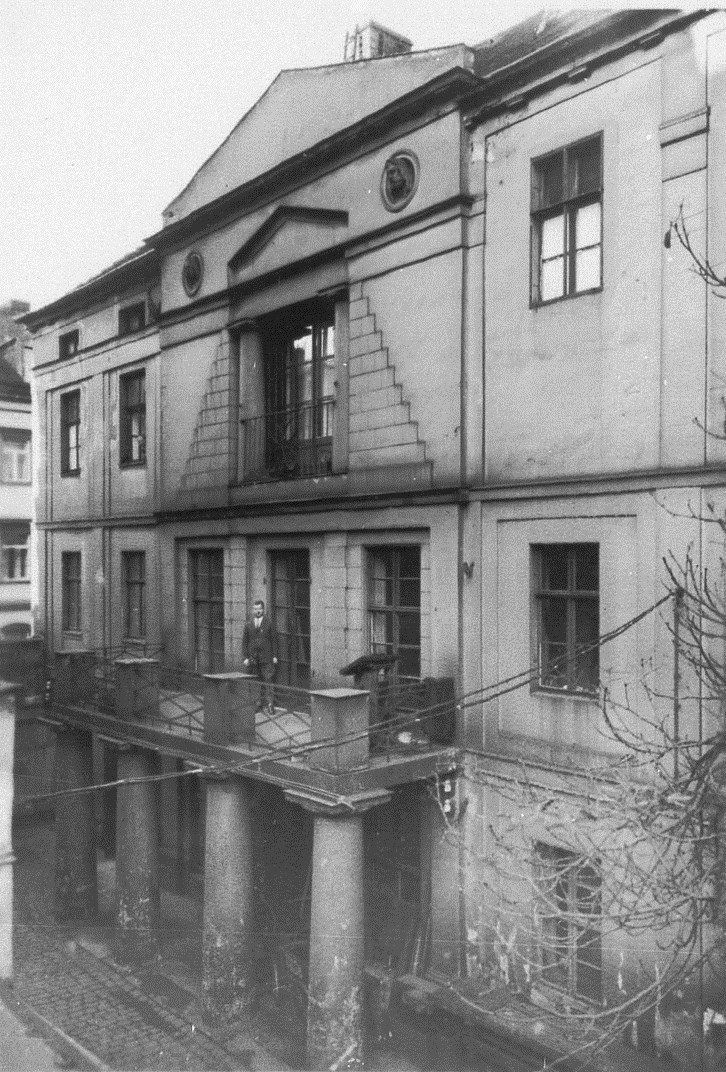
Haus Polierstraße 19, 1820 von Gottlob Friedrich Thormeyer erbaut.

Das Haus Polierstraße 19 in Dresden wurde um 1820 nach Entwürfen des Architekten Gottlob Friedrich Thormeyer erbaut. Es war ein palaisartiges Mietshaus und wurde ursprünglich als Dreiflügelbau errichtet. Während der Mittelbau dreigeschossig war, waren die flankierenden Rücklagen nur zweigeschossig. Der mittlere Bau war risalitartig vorgestellt und war besonders betont. So befand sich im Erdgeschoss ein Altan, der auf dorischen Säulen ruhte. Der obere Teil des Mittelbaus zeigte eine pyramidal gefugte Gliederung. Darin befand sich ein großes Fenster mit eingestellten dorischen Säulen und darüber befindlichem dreieckigem Tympanon. Der ursprünglich erhöhte Mittelbau selbst war von einem Dreiecksgiebel gekrönt. Die Rücklagen, die den vorgestellten Mittelbau seitlich flankierten, wurden 1837 um ein Stockwerk erhöht. Das Gebäude wurde während der Luftangriffe auf Dresden 1945 zerstört.

## Bilder

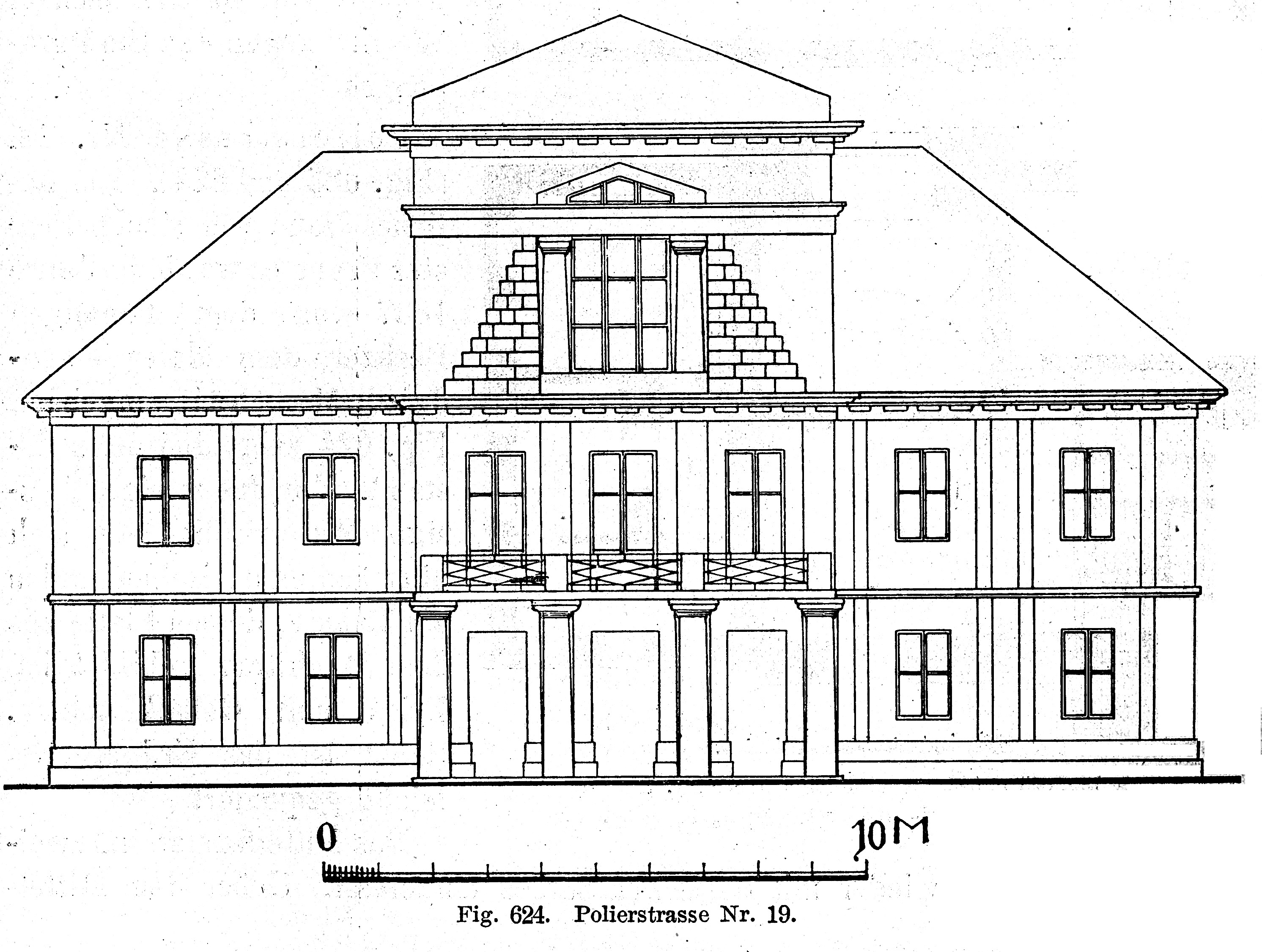
Aufriss
Grundriss